# Konrad Langenegger
Konrad Langenegger (Gais, 17 ottobre 1749 – Gais, 8 aprile 1818) è stato un carpentiere e capomastro svizzero.

## Biografia
Figlio di Konrad Langenegger, tessitore, e di Elsbeth Wetter. Attivo quale tessitore, compì poi un apprendistato di carpentiere. Negli anni 1770-80 elaborò a Coira, con Hans Konrad Altherr, due modelli per ponti in legno senza pilastri di sostegno, presentati a Londra e Vienna. Nel 1778 sposò Anna Höhener.
Tra il 1780 e il 1782 collaborò alla ricostruzione del nucleo di Gais, distrutto dalle fiamme. Attorno al 1785-87 soggiornò nuovamente presso Altherr, questa volta a San Pietroburgo. Più tardi costruì una torcitrice per Johann Konrad Zellweger a Gais e per un certo periodo ne gestì una in proprio. Dal 1802 realizzò diverse residenze di rappresentanza per fabbricanti a Trogen e Speicher, dove ricostruì anche la chiesa (1808-1810), adottando un severo classicismo che a tratti coniugò con elementi di architettura locale. Nel 1813-1814 costruì la filanda di Sankt Georgen a San Gallo.